# Dvorišče (Gdovskij rajon)
Dvorišče (precedentemente Dvorišči) è un centro abitato della Russia.